# Coccyzus americanus

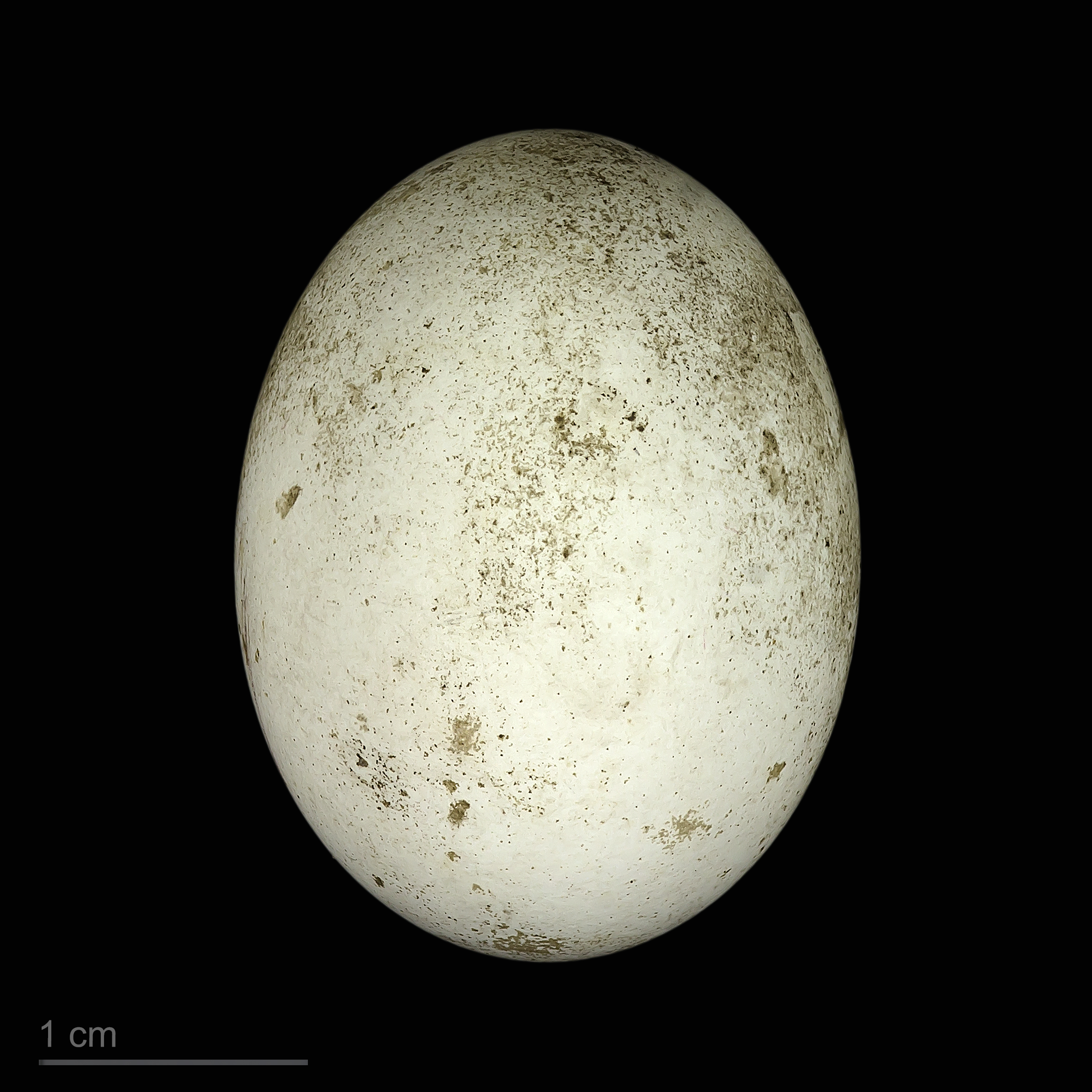
Coccyzus americanus - MHNT

El cuclillo piquigualdo (Coccyzus americanus) es una especie de ave cuculiforme, llamada también cuclillo primavera, primavera,  primavera de pico amarillo, cucu pico amarillo, cuclillo pico amarillo, cuclillo de pico amarillo, cuclillo piquiamarillo, cuco americano. cuclillo de alas rojizas, cuclillo alas rojizas, pájaro bobo pechiblanco, pájaro bobo pico amarillo, ahogado o tuyá-pucá,  perteneciente a la familia de los cucúlidos que vive en América.

## Distribución
El cuclillo piquigualdo está ampliamente distribuido por América, cría en Norteamérica, las Antillas Mayores y la península de Yucatán y migra en invierno a Sudamérica.

## Comportamiento
A diferencias de otras especies de cucos, ésta no parasita los nidos de otras aves ya que se construye su propio nido.